# التنظيم القضائي المغربي
التنظيم القضائي المغربي هو الإطار أو النظام القانوني الذي يُنظم قواعد وأسس العمل القضائي عمومًا، وذلك من خلال الإشارة إلى المفاهيم المتعلقة بإنشاء المحاكم وتأليفها واختصاصاتها وطريقة اشتغالها، بالإضافة إلى القواعد المنظمة لعمل القضاة ومساعدي القضاء.
التنظيم القضائي المعمول به حاليا هو القانون 38.15، الذي جاء في إطار استكمال الترسانة القانونية لتنزيل مشروع إصلاح منظومة العدالة، والذي دخل حيز التنفيذ في يناير 2023، وقد سبقه ظهير 15/07/1974، وقد طال هذا الظهير مجموعة من التغييرات والتتميمات. آخرها تغيير وتتميم كان بناء على الظهير الشريف رقم 1.11.148 الصادر بتاريخ 17/08/2011.
يشمل التنظيم القضائي للمملكة المغربية المحاكم الابتدائية وعددها (84) محكمة، المحاكم الإدارية عددها سبعة (9) محاكم، المحاكم التجارية عددها ثمان (10) محاكم، محاكم الاستئناف عددها اتنان وعشرون (23) محكمة، محاكم الاستئناف الادارية عددها اثنين (2)، محاكم الاستئناف التجارية ثلاث (3) محاكم، ومحكمة النقض وهي المجلس الأعلى سابقا 
قواعد التنظيم القضائي هي الإجراءات الشكلية المهمة والأولى التي تنظم كيفية اللجوء إلى القضاء من أجل اقتضاء الحقوق وإعمال تطبيق القواعد الموضوعية بجانب قانون المسطرة المدنية وقانون المسطرة الجنائية.

## مستجدات القانون 38.15
عرف التنظيم القضائي مجموعة من المستجدات اهمها سنستعرضه في النقاط الاتية:

### نسخ مجموعة من القوانين[10]
– الظهير الشريف بمثابة القانون المتعلق بالتنظيم القضائي للمملكة رقم 1.74.338 الصادر بتاريخ 15 يوليوز كما غُيّر وتتميمه.
– المواد 1 و2 و3 و6 من القانون رقم 42.10 المتعلق بتنظيم قضاء القرب وتحديد اختصاصاته كما غُيّر وتتميمه.
– المواد 1 و2 و3 و4 من القانون رقم 53.95 يقضي بإحداث محاكم تجارية كما غُيّر وتتميمه.
– الفقرة الأولى من المادة الأولى والمواد 2 و3 و5 من القانون رقم 80.03 المحدثة بموجب محاكم استئناف إدارية كما غُيّر وتتميمه.

### من حيث الشكل
- زيادة فصول قانون التنظيم القضائي حيث أصبح القانون الجديد يشمل 111 فصل وهو ضعف عدد فصول القانون الحالي.
- اضافة بابين جديدين وهما المبادئ وكذا تفتيش المحاكم.

| فهرس القانون 38.15 المتعلق بالتنظيم القضائي |
| – القسم الأول يتعلق بمكونات التنظيم القضائي و حقوق المتقاضين – القسم الثاني يتعلق ببيان درجات المحاكم و أنواعها؛ – القسم الثالث يتعلق بالتفتيش و الإشراف القضائي على المحاكم؛ – القسم الرابع يتضمن أحكاما ختامية و انتقالية. |

- دمج الأحكام المتعلقة بتنظيم قضاء القرب و المحاكم الإدارية، و محاکم الإستئناف الإدارية، و المحاكم التجارية، ومحاكم الإستئناف التجارية في صلب المشروع المتعلق بالتنظيم القضائي بدل الإبقاء على تلك الأحكام متفرقة في نصوص خاصة.
- لن يكون قابلا للتنفيذ الا مع مجموعة من النصوص التنظيمية.

### من حيث الاطار الزمني
- جاء هذا القانون في ظل صعوبات حقيقية يواجهها القضاء المغربي المتمثلة اساسا في كثرة بعض اصناف القضايا التي تثقل عمل الجهاز القضائي

### من حيث الموضوع
- النص على مجموعة من المبادئ بشكل صريح:

1. التركيز على مبدأ استقلال السلطة القضائية
2. قيام التنظيم القضائي على مبدأ وحدة القضاء
3. حقوق المتقاضين
4. قواعد عمل الهيآت القضائية

- التنظيم الداخلي للمحاكم:

1. بالنسبة لمحاكم الموضوع : توسيع دور الجمعية العامة للمحكمة.
2. بالنسبة لمحكمة النقض: جعل التنظيم الداخلي على غرار محاكم الموضوع.

- التسيير الإداري للمحاكم

1. التنصيص على وحدة كتابة الضبط وكتابة النيابة العامة

### المستجدات على مستوى مكونات مختلف المحاكم
1. حذف الغرف الإستئنافية بالمحاكم الإبتدائية
2. اشتمال بعض المحاكم الابتدائية على أقسام متخصصة في القضاء التجاري و القضاء الإداري
3. إحداث مكاتب للمساعدة الإجتماعية بالمحاكم الإبتدائية؛

1. إبراز وضعية مراكز القضاة المقيمين باعتبارها تابعة للمحكمة الإبتدائية
2. توسيع مجالات القضاء الفردي في ميدان الأسرة لتشمل قضايا الطلاق الإتفاقي والنفقة وأجرة الحضانة و صلة الرحم و الرجوع إلى بيت الزوجية؛
3. توسيع مجال القضاء الجماعي أمام المحاكم الإبتدائية لتشمل القضايا الجنحية للمعتقلين
4. إمكانية اشتمال محاكم الإستئناف على أقسام متخصصة في القضاء التجاري والإداري
5. النيابة العامة لدى المحاكم التجارية
6. اعتبار محكمة النقض هي قمة الهرم القضائي بالمملكة
7. إضافة غرفة سابعة إلى محكمة النقض هي الغرفة العقارية
8. إمكانية تقسيم غرف محكمة النقض إلى هيآت
9. إحداث أقسام و مصالح فنية و إدارية بمحكمة النقض

### التفتيش القضائي و التفتيش الإداري للمحاكم
1. تتولى المفتشية القضائية العامة التفتيش القضائي للمحاكم؛
2. تولي المفتشية العامة لوزارة العدل التفتيش الإداري و المالي للمحاكم.[11] [12]

## تاريخ التنظيم القضائي

### فترة ما قبل الحماية
كان النظام القضائي القضائي المغربي قبل الحماية مقسما إلى أربع جهات قضائية، وهي محكمة القاضي الشرعي ومحاكم المخزن والمحاكم القنصلية والمحاكم العبرية.
| المحكمة                        | الإختصاص |
| ------------------------------ | --- |
| المحاكم الشرعية                | ذات الولاية العامة تنظر في جميع القضايا                                                                                          |
| محاكم الولاة والمحاكم المخزنية | تنظر في القضايا الجنائية كان يباشرها القواد والبشاوات                                                                            |
| محاكم عبرية أو محاكم إسرائيلية | تختص في قضايا الأحوال الشخصية والميراث لليهود المغاربة                                                                           |
| محاكم قنصلية                   | أحدثت بالمغرب بموجب بعض الإتفاقيات التي أبرمها المغرب مع بعض الدول الأجنبية كفرنسا سنة 1631 وإسبانيا وبريطانيا وهولاندا والسويد. |

### فترة الحماية
كان المغرب خلال هذه الفترة مقسماً إلى 3 مناطق، كل منطقة كان يسري فيها نظام قضائي معين باختلاف السلطات الاستعمارية الباسطة لنفوذها عليه، مناطق الاستعمار الفرنسي في الجنوب، ومناطق الاستعمار الإسباني ومنطقة طنجة الدولية، تميزت هذه المرحلة بسعي السلطات الاستعمارية إلى إدخال تغييرات جذرية على النظام القضائي المغربي، أبرزها تقليص مجال اختصاص المحاكم الشرعية بهدف إرساء سياساتها وخدمة مصالحها الاستعمارية، مما نتج عنه ازدياد أنواع المحاكم وتعدد واختلاف التشريعات المطبقة أمامها.

#### المنطقة الجنوبية الخاضعة للنفوذ الفرنسي

المحاكم المخزنية كانت على 3 درجات

المحاكم الشرعية : كانت قاصرة على الأحوال الشخصية والميراث، والعقار غير المحفظ مالم يكن هناك طرف أجنبي في الدعوى، عرفت صدور مجموعة من الظهائر، ظهير 31 أكتوبر 1912 بشأن إحداث وزارة العدلية والتي أحدثت وكانت لها صلاحيات الرقابة على الأحكام الشرعية، ظهير 7 فبراير 1912 التي أحدتث بموجبه محكمة الاستئناف الشرعية، ظهير 7 فبراير 1944 المنظم للإجراءات أمام المحاكم الشرعية.
المحاكم المخزنية : كانت على 3 درجات، محاكم الحكام المفوضين توجد من أجل النظر في القضايا التي لا تتجاوز قيمتها 10 آلاف فرنك ابتدائيا وانتهائيا، وابتدائيا مع ضمان حق الإستئناف في القضايا التي تتراوح بين 10 آلاف فرنك و 50 ألف فرنك، محاكم مخزنية إقليمية تختص في النظر في الاستئنافات الصادرة عن محاكم المفوضين وتنظر في القضايا التي تتجاوز50 ألف فرنك، وتستأنف احكامها امام المحكمة العليا الشريفة هذه الأخيرة كانت تختص كذلك في النظر في طلبات إلغاء قرارات رجال السلطة وموظفي الدولة.
محاكم عبرية : تختص في قضايا الأحوال الشخصية والميراث لليهود المغاربة، صدر بشأن تنظيمها ظهيرين اثنين في 22 ماي 1918.
المحاكم العرفية: كانت توجد بالمناطق الجبلية التي يوجد فيها الأمازيغ وعرفت تطبيق العرف «الأعراف المحلية بالخصوص» وتميزت بصدور الظهير البربري سنة 1930
المحاكم العصرية :

#### المنطقة الشمالية الخاضعة للنفوذ الإسباني
أصبح القضاء الشرعي متكون من محاكم ابتدائية و محاكم استئناف ومحكمة عليا بتطوان، و القضاء العبري أصبح متكون من محاكم عبرية ابتدائية ومحكمة عليا بتطوان، وأصبح القضاء المخزني يخضع لرقابة المحكمة العليا المخزنية بتطوان وتم إنشاء المحاكم الإسبانية الخليفية المتكونة من محاكم الصلح ومحاكم ابتدائية ومحكمة استئناف بتطوان وذلك للنظر في القضايا كلما كان أحد الأطراف أجنبيا، كما تم إلغاء المحاكم القنصلية ولم توجد بهذه المنطقة أي محكمة عرفية .

#### منطقة طنجة الدولية
تم إحداث المحكمة الدولية المختلطة سنة 1923 باتفاقية بين فرنسا وإسبانيا وبريطانيا لحماية الرعايا الأجانب والمحميين المغاربة، وتم استبدالها سنة 1953 بالمحكمة الدولية. هذه الأخيرة تضم محكمة للصلح ومحكمة استئناف ومحكمة جنائية، كما تواجدت محكمة المندوب الذي يمارس اختصاصات الباشا، إضافة إلى المحاكم العبرية والشرعية والمخزنية

### فترة ما بين 1956 و 1965
تم إلغاء الرقابة الإدارية على تدبير شؤون العدل، بمقتضى ظهير 19 مارس 1956 ، كما تم إلغاء الاختصاصات القضائية لخلفاء الباشاوات بمقتضى ظهير 7 مارس 1956.
وفي إطار العمل على توحيد الجهات القضائية و تحقيق مبدأ المساواة أمام القضاء، تم إلغاء المحاكم العرفية التي كانت قائمة على أساس عنصري، و بدأت الجهود لتوحيد الجهات القضائية وإدماج المحاكم و تقریب القضاء من المتقاضين من خلال العمل على تعميم المحاكم في مختلف مناطق المغرب.
و توجت هذه الجهود بإنشاء المجلس الأعلى كأعلى جهة قضائية في المملكة، تتولى السهر على حسن تطبيق القانون، وتفسيره تفسيرا صحيحا، و توحيد التشريع المطبق على الصعيد الوطني، من خلال بسط رقابة المجلس على كل الأحكام الصادرة عن مختلف المحاكم المكونة الهيكل التنظيم القضائي المغربي
ليتم بذلك قطع الصلة القضائية نهائيا مع فرنسا و إسبانيا، بخصوص الطعن بالنقض التي كانت تبت فيه محكمتا النقض بباريس و مدريد.
كما عرفت هذه الفترة إنشاء جهة قضائية استثنائية متمثلة في محكمة العدل العسكري، و أخرى متخصصة متمثلة في محاكم الشغل التي أحدثت لتحل محل مجالس الخبراء التي كانت قد أنشئت بمقتضى ظهير 6 دجنبر 1929.
المحاكم العادية : قامت هذه المحاكم على أنقاض المحاكم المخزنية و العرفية، وذلك بعد أن أسماها ظهير 4 أبريل 1956 محاكم عادية، ونظمها لتكون أساس الجهاز القضائي، وقاعدة وحدته. وهي على ثلاث درجات:
أ- المحاكم المفوضية التي صارت تعرف باسم محكمة السدد بمقتضى ظهير 16 دجنبر1957
ب- المحاكم الإقليمية: و تتضمن أقساما إقليمية للنظر في الأحكام المستأنفة عن محاكم القضاة
ج – المحكمة العليا الشريفة: و التي ألغيت بعد حوالي سنة و نصف بمقتضى ظهير 21 شتنبر 1957 وضمت غرفها إلى محكمة الاستئناف بالرباط
المحاكم العصرية : هذه المحاكم التي هي التي كانت فيما قبل تشكل المحاكم الفرنسية في الجنوب والمحاكم الإسبانية في الشمال والمحكمة الدولية في طنجة
وقد أبدلت تسمية هذه المحاكم بعد الاستقلال وأطلق عليها اسم المحاكم العصرية، بعد أن ألغيت كل أنواع المحاكم الأجنبية التي كانت معروفة من قبل. و تم الاحتفاظ بها و بقضاتها الأجانب بموجب اتفاقيات بين المغرب و هذه الدول ليتم العمل بها إلى حين إدماجها في المحاكم العادية بعد استكمال بناء جهاز قضائي مغربي فعال و تأطير الموارد البشرية المغربية اللازمة لتدبيره.

## المحاكم الابتدائية

عدد محاكم المملكة المغربية قبل التعديل الأخير، المحاكم الابتدائية هي الأكثر عدداً لأنها ذات الولاية العامة تنظر في جميع المسائل المدنية والجنائية

### تأليف المحاكم الابتدائية
حسب الفصل 2 من ظهير التنظيم القضائي فإنه تتألف المحاكم الابتدائية من رئيس وقضاة وقضاة نواب، من نيابة عامة تتكون من وكيل الملك ونائب أو عدة نواب، من كتابة الضبط و من كتابة للنيابة العامة.
يمكن تقسيم هذه المحاكم بحسب نوعية القضايا التي تختص بالنظر فيها إلى أقسام قضاء الأسرة وأقسام قضاء القرب وغرف مدنية وتجارية وعقارية واجتماعية وزجرية، يمكن لكل غرفة أن تبحث وتحكم في كل القضايا المعروضة على المحكمة كيفما كان نوعها باستثناء ما يتعلق بأقسام قضاء الأسرة وأقسام قضاء القرب

#### أقسام قضاء الأسرة
تعتبر أقسام قضاء الأسرة محاكم ضمن نطاق المحاكم الابتدائية. وقد تم إحداثها بالتدريج ابتداء من سنة 2001 ليتم تعميمها سنة 2004 (فبراير2004) مع انطلاق العمل بقانون مدونة الأسرة الذي يعنى بشؤون الأسرة والطفل والأحوال الشخصية
أشار القانون 73/03 المعدل للتنظيم القضائي لاختصاصات قسم قضاء الأسرة وذلك  كالتالي :  «تنظر أقسام قضاء الأسرة في قضايا الأحوال الشخصية، والميراث، والحالة المدنية وشؤون التوثيق والقاصرين، والكفالة وكل ما له علاقة برعاية وحماية الأسرة

#### أقسام قضاء القرب
تم إلغاء محاكم الجماعات والمقاطعات وتعويضها بقضاء القرب، وذلك بموجب القانون 42.10، تتألف أقسام قضاء القرب حسب المادة الثانية من القانون رقم 42.10 المتعلق بتنظيم قضاء القرب وتحديد اختصاصاته من قاضٍ أو أكثر وأعوان لكتابة الضبط أو الكتابة، تتجلى اختصاصات قضاء القرب في النظر في الدعاوي الشخصية والمنقولة التي لا تتجاوز قيمتها خمسة آلاف درهم باستثناء النزاعات المتعلقة بمدونة الأسرة والعقار والقضايا الاجتماعية والإفراغات، كما تنظر أيضا في المخالفات المنصوص عليها في القانون المتعلق بتنظيم قضاء القرب وتحديد اختصاصاته.

### تصنيف المحاكم الابتدائية

تصنيف المحاكم الابتدائية

بموجب المادة من القانون 34.10 المغيرة والمتممة له، يمكن تصنيف المحاكم الابتدائية حسب نوعية القضايا التي تختص بالنظر فيها إلى محاكم ابتدائية مدنية ومحاكم ابتدائية اجتماعية ومحاكم ابتدائية زجرية.
تقسم المحاكم الابتدائية المدنية إلى أقسام قضاء القرب وغرف مدنية وغرف تجارية وغرف عقارية.
تقسم المحاكم الابتدائية الاجتماعية إلى أقسام قضاء الأسرة وغرف حوادث الشغل والأمراض المهنية وغرف نزاعات الشغل.
تقسم المحاكم الابتدائية الزجرية إلى أقسام قضاء القرب وغرف جنحية وغرف حوادث السير وغرف قضاء الأحداث.

### الاختصاص

#### الاختصاص النوعي
المحاكم الابتدائية بكونها محاكم ذات ولاية عامة تنظر في جميع القضايا المدنية وقضايا الأسرة والمدنية والاجتماعية مع حفظ حق الاستئناف ومراعاة الاختصاصات المخولة لأقسام قضاء القرب في الدعاوى المنقولة والشخصية التي لا تتجاوز 5000 درهم، وتنظر أيضا في القضايا الزجرية المتعلقة بالمخالفات والجنح إلا ما إستثناه المشرع بنص خاص.

#### اختصاصات رؤساء المحكمة الابتدائية
يختص رئيس المحكمة الابتدائية بالنظر في الأوامر المبنية على طلب والقضايا الاستعجالية والأمر بالأداء.
يختص بالبث في كل طلب يستهدف الحصول أمر بإثبات حال أو توجيه إنذار أو أي إجراء مستعجل في أية مادة لم يرد بشأنها نص خاص، تجرى هذا النوع من القضايا بتقديم طلب في الموضوع يؤدى عنه رسما قار قدره 50درهم وما يميز الأوامر المبنية على طلب أنها لا تقبل الطعن بالتعرض أو الاستئناف إلا في حالة الرفض داخل أجل 15 يوم من النطق بالرفض عدا إذا تعلق الأمر بإثبات حال أو توجيه إنذاركما يختص رئيس المحكمة الابتدائية باعتباره قاضيا للأمور المستعجلة كلما توافرت عنصر الاستعجال بالبت في الصعوبات المتعلقة بتنفيذ حكم أو سند قابل للتنفيذ أو أي إجراء تحفضي سواء كان النزاع في الجوهر معروض على المحكمة أم لا، ونظرا لطبيعة القضايا الاستعجالية فإن الأوامر الصادرة بشأنها لا تمس جوهر النزاع ولا تبت سوى في الإجراءات الوقتية وتكون مشمولة بالنفاذ المعجل بقوة القانون في الضرورة القصوى وتقبل الطعن بالاستناف، يختص رئيس المحكمة الابتدائية بالبت في طلب الأمر بالأداء متى توفرت الشروط التالية
- أن تتجاوز قيمة المبلغ المالي 5000 درهم
- أن لا يتجاوز الأمر بطلب الاداء20000 درهم
- ان يكون الدين تابت ومستحقا بموجب ورقة تجارية أو سند رسمي
- أن يكون للمدين محل إقامة أو موطن معروف بالمغرب

#### الاختصاص القيمي
تختص المحاكم الابتدائية بالنظر إبتدائيا مع حفظ حق الاستئناف أمام الغرف الاستئنافية بالمحكمة الابتدائية إلى غاية 20000 درهم، إبتدائيا مع حفظ حق الاستئناف أمام المحكم الاستئنافية في الطلبات التي تتجاوز 20000درهم، والطلبات التي لا تتجاوز 5000 درهم ينعقد الاختصاص بشأنها لأقسام قضاء القرب كما تختص المحكمة الابتدائية بالنظرفي القضايا التي تكون موضوع النزاع غير محددة القيمة

#### الاختصاص المحلي للمحكمة الابتدائية

انواع المحاكم بالمغرب

الاختصاص المكاني أو المحلي يقصد به النطاق الترابي داخل نفوذ المحكمة، الاصل هو الموطن الحقيقي أو المختار للمدعى عليه حسب الفصل 27من قانون المسطرة المدنية اما إذا تعلق الأمر بالدعاوى العقارية أمام محكمة موضع العقار المتسارع فيه، دعاوى النفقة أمام موطن أو محل المدعي عليه أو محل إقامة المدعي بإختيار من هذا الأخير دعاوى الطلاق والتطليق أمام محكمة تواجد بيت الزوجية أو أمام محل إقامة المدعي عليه أو محل أو موطن المدعي بإختيار هذا الأخير.

### قائمة المحاكم الإبتدائية
تم تحديد عدد المحاكم الابتدائية في سبعين (70) محكمة طبقا للمادة الأولى من المرسوم رقم 2.11.492 الصادر في 5 ذي القعدة 1432 (3 أكتوبر 2011)،  وتم تعيين مقارها كالتالي: ( الرباط، تمارة، سلا، الخميسات، الرماني، القنيطرة، سيدي قاسم، سيدي سليمان، سوق أربعاء الغرب، وزان، الدار البيضاء(المحاكم الابتدائية:- المدنية- الاجتماعية- الزجرية)، المحمدية، بنسليمان، الجديدة، سيدي بنور، فاس، تاونات، صفرو، بولمان، تازة، جرسيف، مراكش، إيمنتانوت، قلعة السراغنة، زاكورة، آسفي، ابن جرير، ورزازات، اليوسفية، الصويرة، مكناس، آزرو، خنيفرة، ميدلت، الرشيدية، أكادير، إنزكان، تارودانت، طانطان، كلميم، تيزنيت، طاطا، أسا- الزاك، العيون، السمارة، وادي الذهب، طنجة، أصيلة، العرائش، القصر الكبير، تطوان، شفشاون، سطات، برشيد، بن أحمد، بني ملال، قصبة تادلة، الفقيه بن صالح، أزيلال، خريبكة، وادي زم، أبي الجعد، وجدة، تاوريرت، فجيج، بركان، الناظور، الحسيمة).

## محاكم الاستئناف
تُكَوِنُ محاكم الاستئناف بالمغرب القضاء العادي الدرجة الثانية، وقد عرفت منذ استقلال المغرب ازديادا في العدد، بعد أن كانت تتمثل في في محكمة الاستئناف بالرباط، التي كانت تغطي من حيث اختصاصاتها جميع التراب الوطني، أصبحت في ظل النظام القضائي الحالي 22 محكمة موزعة على المدن الرئيسية للممغرب، وتعمل محاكم الاستئناف منذ نشأتها بنظام القضاء الجماعي.

محكمة الإستئناف سلا

### تنظيم محاكم الاستئناف
ينص القانون الصادر بتاريخ 15 يوليوز 1974 المتعلق بالتنظيم القضائي للمملكة على تنظيم وتأليف محاكم الإستئناف، تتألف محاكم الاستئناف من الرئيس الأول، المستشارون، من نيابة عامة تتكون من وكيل عام للملك ونوابه، من كتابة الضبط، من كتابة النيابة العامة، تتكون محاكم الاستئناف من عدة غرف متخصصة، من بينها غرفة الأحوال الشخصية والميراث والغرفة الجنائية.

### المسطرة
نص المشرع المغربي على ضرورة سلوك المسطرة الكتابية امام محاكم الاستئناف، اذ لايقبل التقاضي امامها الا باحترام مقتضيات قانون المسطرة المدنية بتقديم الدعوى بواسطة مقال مكتوب والمنصوص عليها في الفصل 329 .
تعقد محاكم الاستئناف جلساتها في جميع القضايا وتصدر قرارتها من طرف ثلاثة قضاة وكاتب الضبط تحت طائلة البطلان مالم ينص القانون على خلاف ذلك، لكن بالنسبة لقضايا الجنايات ولتميزها بنوع من الخصوصية فهي تعقد جلساتها بخمس قضاة تحت طائلة البطلان ويعتبر حضور النيابة العامة في الجلسات الجنائية الزامي، واختياريا في القضايا الأخرى عدا في الأحوال المنصوص عليها في القانون المسطرة المدنية .

### اختصاص محاكم الاستئناف
تختص محكمة الاستئناف بالنظر في الأحكام الصادرة ابتدائيا عن المحاكم الابتدائية، وكذا في جميع القضايا الأخرى، التي تختص بالنظر فيها بمقتضى قانون المسطرة المدنية أو قانون المسطرة الجنائية، أو نصوص خاصة عند الاقتضاء به.
تتمثل الإختصاصات الإستئنافية لمحكمة الاستئناف في استئناف احكام المحاكم التابعة لها  والنظر في استئناف الاحكام التمهيدية التي تصدرها المحاكم الابتدائية التابعة لها
استئناف الأوامر الصادرة عن رؤساء المحاكم الابتدائية التابعة لها. اما الإختصاصات الإبتدائية فتتجلى في النظر في تنازع الاختصاص بين المحاكم الابتدائية التابعة له والقضايا الجنائية تتولى محكمة الاستئناف البت في الطعون ضد القرارات الصادرة عن مجلس هيئة المحامين، وكذلك الطعن في انتخاب مجلس الهيئة والنقيب، الطعن في قرارات اذن المحامي  بالاحتفاظ بملف قضية .
وتختص الغرفة الجنحية بمحكمة الاستئناف طبقا للمادة 231 من قانون المسطرة الجنائية بالنظر في طلبات الإفراج المؤقت، وتدابير الوضع تحت المراقبة القضائية
في طلبات بطلان إجراءات التحقيق وفي الاستئنافات المرفوعة ضد أوامر قاضي التحقيق، في كل اخلال منسوب لضابط من ضباط الشرطة القضائية خلال مزاولته لمهامه .

### قائمة محاكم الإستئناف
تم تحديد عدد محاكم الاستئناف في واحد وعشرين (22) محكمة (الرباط- القنيطرة- الدار البيضاء- الجديدة-فاس- تازة- مراكش- ورزازات- آسفي- مكناس- الرشيدية- أكادير- العيون- تطوان- طنجة- سطات- بني ملال- خريبكة- وجدة- الناظور- الحسيمة)، طبقا للفصل الثالث من المادة الأولى من المرسوم رقم 2.89.562 الصادر في 3 ذي الحجة 1410 (26 يونيو 1990) .

## المحاكم التجارية

### تأليف المحاكم التجارية
تنص مقتضيات المادة الثانية من القانون رقم 95-53 القاضي بإحداث المحاكم التجارية على أن تتكون المحاكم التجارية تتكون من:
- رئيس
- ونواب للرئيس
- وقضاة،
- ومن نيابة عامة تتكون من وكيل الملك ونائب أوعدة نواب،
- ومن كتاية ضبط وكتابة للنيابة العامة.
- قاض للتنفيذ يعين من قبل رئيس المحكمة باقتراح من الجمعية العمومية.

### اختصاص المحاكم التجارية
المادة 5 من قانون إحداث المحاكم التجارية قامت بتعداد أهم اختصاصات محكمة الموضوع التجارية وهي كالآتي :
- الدعاوى المتعلقة بالعقود التجاري : المقصود بالعقود التجارية، العقود المسماة التي نظمها المشرع في مدونة التجارة المواد من 334 إلى 544 وهي عقد الرهن ( الرهن الحيازي للمنقول والرهن دون التخلي عن الحيازة، عقد الوكالة التجارية، عقد السمسرة، عقد الوكالة بالعمولة، عقد الإئتمان الإيجاري، عقد النقل)، والعقود البنكية، (الحساب البنكي، ايداع النقود، ايداع السندات، التحويل، فتح الإعتماد، الخصم، حوالة الديون المهنية، رهن القيم
- الدعاوى الناشئة بين التجار والمتعلقة بأعمالهم التجارية : يعود للمحكمة التجارية أمر التحقق من الصفة التجارية لأطراف النزاع ومن أن النزاع يتعلق بأعمالهم التجارية، سواء تعلق الأمر بشخص طبيعي أو معنوي، وذلك بالنظر إلى ممارسة هذا الشخص بصورة اعتيادية أو احترافية للأنشطة التي تكتسب معها صفة تاجر.
- الدعاوى المتعلقة بالأوراق التجارية : تلك المنصوص عليها في مدونة التجارة، وهي الكمبيالة والشيك والسند لامر، وباعتبار المحاكم التجارية محاكم غير زجرية فهي غير مختصة للنظر في الدعاوى الجنائية المتعلقة بالاوراق التجارية كجريمة إصدار شيك بدون رصيد، أو تزوير ورقة تجارية.
- النزاعات الناشئة بين شركاء في شركة تجارية : أن تكون الشركة ذات صبغة تجارية وليست ذات صبغة مدنية
- النزاعات المتعلقة بالأصول التجارية

### قائمة المحاكم التجارية
تم إحداث المحاكم التجارية ومحاكم الاستئناف التجارية بمقتضى القانـون رقم 53.95 الصادر بتنفيذه الظهير الشريف رقم 1.97.65 بتاريخ 4 شوال 1417 (12 فبراير 1997) .
-  وتم تحديد عدد المحاكم التجارية في ثمان (8) محاكم (الرباط – الدار البيضاء – فاس – مكناس- وجدة- طنجة – مراكش – أكادير) وذلك طبقا للمادة الأولى من المرسوم رقم 2.97.771 الصادر في 25 من جمادى الآخرة 1418 (28 أكتوبر 1997)

## المحاكم الإدارية

### تأليف المحاكم الإدارية
تنص المادة الثانية من القانون المحدث للمحاكم الإدارية على أن المحكمة الإدارية تتكون من : رئيس وعدة قضاة، كتابة الضبط، ويجوز تقسيم المحكمة الإدارية إلى عدة أقسام بحسب أنواع القضايا المعروضة عليها.
و يعين رئيس المحكمة الإدارية من بين قضاة المحكمة مفوضا ملكيا أو مفوضين ملكيين للدفاع عن القانون والحق باقتراح من الجمعية العمومية لمدة سنتين.

### إختصاصات المحاكم الإدارية

#### الإختصاص النوعي للمحاكم الإدارية
تختص المحاكم الإدارية نوعيا حسب المادة 8 ، مع مراعاة المادتين 9 و 11من القانون المحدث للمحاكم الإدارية بما يلي: البت ابتدائيا في طلبات إلغاء قرارات السلطات الإدارية بسبب تجاوز السلطة، النزاعات المتعلقة بالعقود الإدارية، دعوي التعويض عن الأضرار التي تسببها أعمال ونشاطات أشخاص القانون العام، ما عدا الأضرار التي تسببها في الطريق العام مركبات أي كان نوعها يملكها شخص من أشخاص القانون العام، النزاعات الناشئة عن تطبيق النصوص التشريعية والتنظيمية المتعلقة بالمعاشات، ومنح الوفاة المستحقة للعاملين في مرافق الدولة والجماعات المحلية والمؤسسات العامة وموظفي إدارة مجلس النواب، تطبيق النصوص التشريعية والتنظيمية المتعلقة بالإنتخابات والضرائب ونزع الملكية لأجل المنفعة العامة، النزاعات المتعلقة بالوضعية الفردية للموظفين والعاملين في مرافق الدولة والجماعات المحلية والمؤسسات العامة

#### الإختصاص المحلي للمحاكم الإدارية
تنص المادة 10 من قانون المحاكم الإدارية على أنه تطبق قواعد الإختصاص المحلي المنصوص عليها في الفصل 27 و ما يليه إلى الفصل 30 (6)من قانون المسطرة المدنية أمام المحاكم الإدارية ما لم ينص على خلاف ذلك قانون أو نصوص خاصة.
و إستثناء من هذه القاعدة ترفع طلبات الإلغاء بسبب تجاوز السلطة إلى المحكمة الإدارية التي يوجد موطن الإلغاء داخل دائرة إختصاصها أو التي صدر القرار بدائرة إختصاصها، كما أن المادة 11 من ذات القانون تنص على أنه تختص محكمة الرباط الإدارية في النزاعات المتعلقة بالوضعية الفردية للأشخاص المعينين بظهير شريف أو مرسوم، وبالنزاعات الراجعة إلى اختصاص المحاكم الإدارية التي تنشأ خارج دوائر اختصاص جميع هذه المحاكم.

### المسطرة
اشترط المشرع أن تكون المسطرة كتابية أمام المحاكم الإدارية، حيث تنص المادة 3 من قانون 90 ـ 41 على أن القضايا ترفع إلى المحكمة الإدارية بمقال مكتوب يوقعه محام مسجل في جدول هيئة من هيئات المحامين بالمغرب، لأن مواجهة الإدارة أمام القضاء يستلزم معرفة شاملة للقوانين والضوابط الإدارية، وهذا بالضبط لن يتأتى للمواطن العادي إلا بمؤازرة المحامي وإلا ضاع حقه بمجرد الإخلال بأبسط الإجراءات الشكلية.
والعريضة المرفوعة أمام المحكمة الإدارية يلزم أن تتضمن مجموعة من البيانات والمعلومات المتعلقة بالأطراف سواء تعلق الأمر بالشخص العمومي أو الشخص الطبيعي كالصفة والأسماء العائلية والمهنة والموطن ومحل الإقامة، إلا جانب هذا لابد من أن تتضمن العريضة موضوع الدعوى والوسائل والوقائع وترفق بالمستندات التي ينوي المدعي استعمالها. كما يرفق بالمقال الافتتاحي للدعوى بعدد من النسخ يساوي عدد الخصوم عند تعددهم، وعند إيداع العريضة بكتابة ضبط المحكمة الإدارية، يسلم كاتب الضبط وصلا بذلك يتكون من نسخة منها يوضع عليها الختم وتاريخ الإيداع.
وبعد تسجيل الدعوى يحال ملف القضية من طرف رئيس المحكمة الإدارية إلى قاض مقرر، وإلى المفوض الملكي للدفاع عن القانون ومهمة القاضي المقرر هي القيام بالإجراءات الأولية حيث يصدر أمرا بالتبليغ ويعين تاريخ النظر في القضية وإشعار الأطراف إلى وجوب تقديم المذكرات والمستندات قبل الجلسة.
تعقد المحاكم الإدارية جلساتها وتصدر أحكامها علانية، وهي متركبة من ثلاث قضاة يساعدهم كاتب الضبط، ويتولى رئاسة الجلسة رئيس المحكمة الإدارية أو قاض معين من لدن الجمعية العامة السنوية لقضاة المحكمة الإدارية

### قائمة المحاكم الإدارية
تم إحداث محاكم إدارية بمقتضى القانون رقم 41.90 الصادر بتنفيذه الظهير الشريف رقم 1.91.225 بتاريخ 22 من ربيع الأول 1414 (10 سبتمبر 1993)
- وتم تحديد عدد المحاكم الإدارية في سبعة (7) محاكم طبقا للمادة الأولى من المرسوم رقم 2.92.59 الصادر في 18 من جمادى الأولى 1414 (3 نوفمبر 1993) وتم تعيين مقارها كالتالي: (الرباط – الدار البيضاء – فاس – مراكش – مكناس – أكادير – وجدة).
| المحاكم الإدارية               | المحاكم الإدارية                                                            | المحاكم الإدارية    |
| المحكمة                        | العنوان                                                                     | الموقع الإلكتروني   |
| ------------------------------ | --------------------------------------------------------------------------- | ------------------- |
| المحكمة الادارية الرباط        | شارع محمد الخامس 34.013797,-6.8343397                                       | www.tarabat.ma      |
| المحكمة الادارية الدار البيضاء | درب الاحباس الدار البيضاء 33.5777632,-7.6157038                             | www.tacasablanca.ma |
| المحكمة الادارية فاس           | زنقة بتربع الاطلس فاس 34.0323922,-5.0078278                                 | www.tafes.ma        |
| المحكمة الادارية مكناس         | شارع علال الفاسي برج مولاي عمر مكناس 33.9039162,-5.5406278                  | www.tameknes.ma     |
| المحكمة الادارية وجدة          | شارع الدرفوفي قسم قضاء الاسرة سابقا وجدة 34.6841882,-1.9277038              | www.taoujda.ma      |
| المحكمة الادارية مراكش         | زنقة العدالة عرصة الحامض باب دكالة مراكش 31.6109003,-7.9783328              | www.tamarrakech.ma  |
| المحكمة الادارية أكادير        | شارع الحسن الثاني اكادير امام الاذاعة الجهوية لاكادير 30.4218647,-9.6025141 | www.taagadir.ma     |

## محاكم الاستئناف التجارية

### تأليف محاكم الاستئناف التجارية
تتألف محاكم الاستئناف التجارية من رئيس أول ونائب أو عدة نواب له وقضاة للحكم ومن نيابة عامة تتألف من وكيل عام الملك ونواب عامون له، وكتابة الضبط وكتابة للنيابة العامة، ينص القانون المحدث للمحاكم التجارية على أنه يجوز أن تقسم محكمة الاستئناف التجارية إلى عدة غرف حسب طبيعة القضايا المعروضة عليها. ويمكن لكل غرفة أن تبحث وتحكم في القضايا المعروضة على المحكمة لكن من الناحية العملية وعلى غرار ما عليه العمل داخل المحاكم التجارية الابتدائية، لا يوجد تقسيم هيكلي على شكل غرف أو أقسام، بقدر ما يراعي رئيس المحكمة تخصيص كل قاض مثلا بنوع من الملفات، على أن البت في جميع الملفات يكون في الغالب من طرف هيئة أو هیأتين تتشكل منهما الجلسة العامة للمحكمة.

### الإختصاص
تختص المحاكم الاستئنافية التجارية بالبث في استئناف الأحكام المتعلقة بالدفع بالاختصاص النوعي المثار أمام المحاكم التجارية بحكم مستقل غير قابل لأي طعن سواء كان عاديا أو غير عادي، المادة 8 من القانون المحدث للمحاكم التجارية. واستئناف القضايا المستعجلة المادة 21 والأوامر بالأداء وطلبات إيقاف التنفيذ المادة 22.
كما تبث في الاستئنافات المتعلقة بالأحكام الصادرة عن المحاكم التجارية بصفة ابتدائية
وفي نطاق اختصاصها المحدد في الدعاوي المنصوص عليها في المادة 5 من القانون المحدث للمحاكم التجارية وهي الدعاوى المتعلقة بالعقود التجارية والدعاوي التي تنشا بين التجار والمتعلقة بأعمالهم التجارية وفي الدعاوي المتعلقة بالأوراق التجارية
وفي النزاعات الناشئة بين شركاء في شركات تجارية وفي النزاعات المتعلقة بالأصول التجارية وكذا الدعاوي المتعلقة بصعوبات المقاولات والواردة بالكتاب الخامس من مدونة التجارة، والأعمال التجارية التبعية، واستثنى المشرع من هذا الاختصاص قضايا حوادث السير

### القواعد المسطرية
ترفع المقالات الاستئنافية لمحاكم الاستئناف التجارية وجوبا بموجب مقال مكتوب يوقعه محام مسجل في هيأة من هيئات المحامين بالمغرب، وتحال عليها عن طريق كتابة ضبط المحكمة المصدرة للحكم الابتدائي مع المستندات المرفقة خلال أجل أقصاه خمسة عشر يوما (15) من تاريخ تقديم المقال. و يسجل بسجلات المحكمة. ويقوم الرئيس الأول للمحكمة تعيين القاضي المقرر في الملف الذي يتولى القاضي المقرر استدعاء وانجاز كافة الإجراءات الكفيلة بتجهيز الملف قبل إحالته على الهيئة القضائية لمناقشته والبت فيه،
وتعقد هذه المحاكم عملا بمقتضيات المادة 4 من القانون المنشئ لها جلساتها وتصدر أحكامها وهي مشكلة ثلاث قضاة من بينهم رئيس، يساعدهم كاتب ضبط ما لم ينص القانون على خلاف ذلك. و تكون جلساتها علنية ما عدا جلسات غرفة المشورة، أو متى اقتضى الأمر عقدها بشكل سري أو متى نص القانون على ذلك

### قائمة محاكم الاستئناف التجارية
تم إحداث المحاكم التجارية ومحاكم الاستئناف التجارية بمقتضى القانـون رقم 53.95 الصادر بتنفيذه الظهير الشريف رقم 1.97.65 بتاريخ 4 شوال 1417 (12 فبراير 1997) .
تم تحديد عدد محاكم الاستئناف التجارية في ثلاث (3) محاكم (الدار البيضاء – فاس – مراكش)، وذلك طبقا للمادة الأولى من المرسوم رقم 2.97.771،
| محاكم الإستئناف الإدارية التجارية        | محاكم الإستئناف الإدارية التجارية                                        | محاكم الإستئناف الإدارية التجارية |
| المحكمة                                  | العنوان                                                                  | الموقع الإلكتروني                 |
| ---------------------------------------- | ------------------------------------------------------------------------ | --------------------------------- |
| محكمة الاستئناف التجارية - الدار البيضاء | عمالة سيدي عثمان شارع 10 مارس 33.559446,-7.564356                        | http://www.caccasablanca.ma/      |
| محكمة الاستئناف التجارية - مراكش         | قصر العدالة سيدي يوسف بنعلي الشارع الاداري ص-ب 40000 31.643316,-8.040026 | http://www.cacmarrakech.ma/       |
| محكمة الإستئناف التجارية - فاس           | ساحة الأطلس فاس 34.032817,-4.998680                                      | http://www.cacfes.ma/             |

## محاكم الاستئناف الادارية
تم إحداث محاكم الإستئناف الإدارية بموجب قانون 80.03 الصادر بتاريخ 14 فبراير 2006، المحين بتاريخ 26 أكتوبر 2011، للنظر في الأحكام الصادرة عن المحاكم الإدارية والمطعون فيها بالاستئناف بعد أن كانت تحال على الغرفة الإدارية بالمجلس الأعلى التي منذ تأسيس المحاكم الإدارية سنة 1993، ليستكمل القضاء الإداري درجتيه على مستوى محاكم الموضوع، وليتعزز بذلك الهيكل القضائي المغربي وتكتمل ازدواجيته على مستوى قاعدة الهرم القضائي. و تعتبر محاكم الاستئناف الإدارية درجة ثانية من درجات التقاضي تستأنف لديها الأحكام الصادرة عن المحكمة الإدارية في الموضوع، لتنشر الدعوى أمامها من جديد وتناقش قبل إصدار حكم جديد بشأنها في الموضوع إلغاء أو تأييدا أو تعديلا. تكريسا لمبدأ التقاضي على درجتين المكفول قانونا للمتقاضي ولحسن سير العدالة.

### تأليف محاكم الاستئناف الإدارية
محاكم الاستئناف الإدارية تتألف من نائب أو عدة نواب له وقضاة للحكم ومفوض أو عدة مفوضين ملكيين للدفاع عن الحق والقانون معينين باقتراح من الجمعية العمومية لمدة سنتين قابلة للتجديد، وكتابة للضبط، أما النيابة العامة فهي غير ممثلة في هذه المحكمة

#### الرئيس الأول
الرئيس الأول هو المسؤول والمشرف العام على محكمة الاستئناف وعلى المحاكم الإدارية الابتدائية التابعة لدائرة نفوذها من خلال الرقابة التي يبسطها عليها باعتباره الرئيس الأعلى لها.
و يتولى الرئيس الأول إلى جانب مهامه القضائية التي يمارسها بصفته رئيسا أولا وقاضيا للأمور الاستعجالية، مهام تنظيمية وإدارية من خلال إشرافه المباشر على مستشاري المحكمة بمن فيهم المفوضين الملكيين، وموظفي كتابة الضبط، والسهر على توزيع الأشغال وعلى تأمين السير العادي والمنتظم للعمل داخل المحكمة، من خلال ترؤسه للجمعية العمومية للمحكمة وإشرافه اليومي على سير الأشغال بها. علاوة على توليه مهمة التفتيش التسلسلي للمحاكم الابتدائية التابعة الدائرة نفوذه . إضافة إلى اختصاصه في البت في طلبات المساعدة القضائية، بشأن القضايا المعروضة على أنظار محكمته

#### المستشارون
يتولى قضاة محاكم الاستئناف الإدارية الذين يسمون بالمستشارين مهام الفصل في المنازعات التي تعرض على المحكمة من خلال تشكيلهم لهيئات الغرف التي تتألف منها المحكمة، إلى جانب قيام بعضهم بالنيابة عن الرئيس في اختصاصاته، أو بمهام المفوض الملكي خاصة بتكليف من الجمعية العمومية للمحكمة.
و تسند إلى بعضهم مهام رئاسة الغرف التي تتكون منها المحكمة، وتكاد هذه الصفة تكون شكلية من الناحية العملية لانعدام هيكلة تقسم محاكم الاستئناف الإدارية من الناحية الواقعية إلى غرف.

#### المفوض الملكي
يعين رئيس المحكمة الإدارية مفوضا ملكيا أو مفوضين ملكيين من بين مستشاري المحكمة بناء على اقتراح الجمعية العمومية لمدة سنتين قابلة للتجديد للدفاع عن الحق القانون. وينطبق عليهم ما سبق وبيناه بشأن المفوضين الملكيين بالمحكمة الإدارية الابتدائية

#### كتابة الضبط
على منوال نظيرتها في المحكمة الادارية الابتدائية، تتألف هيئة كتابة الضبط من الموظفين الإداريين والتقنيين التابعين لرئاسة المحكمة، ويخضعون للإشراف المباشر لرئيس هيئة كتابة الضبط، والإشراف الأعلى للرئيس الأول المحكمة. و يتولون مباشرة العديد من المهام ذات الصبغة القضائية والإدارية والتقنية والمالية على غرار ما عليه الأمر في المحاكم الإدارية الابتدائية باستثناء مهام التنفيذ التي لا تمارس إلا أمام محاكم الدرجة الأولى.
ينص القانون المحدث للمحاكم الإدارية على أنه يجوز أن تقسم محكمة الاستئناف الإدارية إلى عدة غرف حسب أنواع القضايا المعروضة عليها.

### المسطرة
ترفع المقالات الاستئنافية إلى محكمة الاستئناف الإدارية بمقال مكتوب يوقعه محام مسجل في جدول هيئة من هيئات المحامين بالمغرب وفق مقتضيات الفصل 32 من قانون المسطرة المدنية، وكذا المذكرات والمستنتجات، ما لم يتعلق الأمر بالدولة وبالإدارات العمومية.
تعقد المحاكم الإدارية جلساتها علانية وهي متركبة من ثلاثة قضاة يساعدهم كاتب ضبط،. ويحضر الجلسة لزوما المفوض الملكي للدفاع عن القانون والحق حضوره ضروريا للإدلاء بآرائه مكتوبة مع إمكانية توضيحها شفويا لهيئة الحكم، و يحق للأطراف الحصول على مستنتجاه والاطلاع عليها.
و تصدر الأحكام في جلسة علنية ويتم تبلغها بصفة تلقائية أو بناء على طلب. ويمكن الطعن في الغيابية منها بالتعرض وفق مقتضيات المسطرة المدنية، كما يمكن الطعن فيها بالنقض داخل أجل 30 يوما من تاريخ وقوع التبليغ، علاوة على قبوله الطعن خن طريق تعرض الغير الخارج عن الخصومة

### اختصاص محاكم الإستئناف الإدارية

#### الاختصاص النوعي
بالرجوع إلى المادتين 5 و6 من القانون المنشئ المحاكم الاستئناف الإدارية، يتضح أنها تختص بالنظر في الاستئنافات الموجهة أحكام المحاكم الإدارية وكذا في أوامر رؤسائها، ما عدا استئناف الأحكام الصادرة بشأن الاختصاص النوعي الذي ينعقد الاختصاص بشأنها للغرفة الإدارية بمحكمة النقض.
ويختص الرئيس الأول لها أو نائبه مهام قاضي المستعجلات متى كان النزاع معروضا على محكمة الاستئناف بصفة ابتدائية، كما يبت بصفة استئنافية في الأوامر الصادرة عن الأوامر الاستعجالية الصادرة عن رئيس المحكمة الابتدائية الإدارية متى كانت قابلة للاستئناف . علاوة على الاختصاص للبت فيما يتعلق بتجريح القضاة العاملين بدائرة نفوذ محكمته

#### الاختصاص المحلي
على شاكلة محاكم الاستئناف، يشمل الاختصاص المحلي لمحاكم الاستئناف الإدارية، دوائر نفوذ المحاكم الإدارية الابتدائية التابعة لدائرة نفوذها الترابي

### قائمة محاكم الإستئناف الإدارية
تم إحداث محاكم استئناف إدارية بمقتضى القانون رقم 80.03، الصادر بتنفيذه الظهير الشريف رقم 1.06.07 بتاريخ 15 من محرم 1427 (14 فبراير 2006) .
- تم تحديد عدد محاكم الاستئناف الإدارية في اثنين (2) (الرباط – مراكش) طبقا للمادة الأولى من المرسوم رقم 2.06.187 الصادر في 29 من جمادى الآخرة 1427 (25 يوليو 2006) .
| محاكم الإستئناف الإدارية        | محاكم الإستئناف الإدارية                                            | محاكم الإستئناف الإدارية |
| المحكمة                         | العنوان                                                             | الموقع الإلكتروني        |
| ------------------------------- | ------------------------------------------------------------------- | ------------------------ |
| محكمة الاستئناف الادارية مراكش  | سيدي يوسف بنعلي مقر عمالة سيدي يوسف بنعلي سابقا 31.610798,-7.969590 | www.caamarrakech.ma      |
| محكمة الاستئناف الادارية الرباط | شارع محمد الخامس 34.013618,-6.831900                                | www.caarabat.ma          |

## محكمة النقض
محكمة النقض هي أعلى سلطة قضائية مغربية. مقرها في الرباط، ويشمل نفوذها جميع التراب الوطني. أحدثت غداة الاستقلال و كانت تسمى آنذاك المجلس الأعلى، إلى أن تم تغيير هذه التسمية بمقتضى ظهير شريف رقم 1.11.170

### تأليف محكمة النقض
يترأس محكمة النقض الرئيس الأول الذي يتوفر على اختصاصات قضائية وإدارية، ويسهر على حسن سير الغرف وكتابة الضبط كما يترأس مكتب المحكمة. ويمثل النيابة العامة في محكمة النقض الوكيل العام للملك يساعده المحامي العام الأول والمحامون العامون، تتكون محكمة النقض من سبع غرف: الغرفة المدنية (تسمى الغرفة الأولى)، غرفة الأحوال الشخصية والميراث، الغرفة التجارية، الغرفة الإدارية، الغرفة اجتماعية، الغرفة الجنائية، الغرفة العقارية.

### إختصاصات محكمة النقض
يحدد اختصاص محكمة النقض قانون المسطرة المدنية و قانون المسطرة الجنائية وقانون المحاكم الإدارية ومحاكم الاستئناف الإدارية وقانون المحاكم التجارية ومحاكم الاستئناف التجارية، إن الدور الأساسي لهذه المؤسسة القضائية يتجلى في مراقبة تطبيق القانون من طرف محاكم الموضوع سواء تعلق الأمر بقوانين الشكل أو قوانين الموضوع، كما تختص بالنظر في طلبات النقض المرفوعة ضد الأحكام الاستئنافية والأحكام النهائية التي تصدرها محاكم الاستئناف وغيرها من المحاكم على اختلاف درجاتها، طلبات إلغاء المقررات الصادرة من السلطات الإدارية بدعوى الشطط في استعمال السلطة، كما تنظر محكمة النقض علاوة على ذلك في الطعون في التصرفات التي يتجاوز فيها القضاة سلطاتهم، البت في تنازع الاختصاص بين محاكم لا توجد فوقها أية محكمة عليا مشتركة غير محكمة النقض، الطلبات لأجل مراجعة الأحكام الجنائية أو التأديبية في دائرة الشروط المنصوص عليها في قانون التحقيق الجنائي. دعاوى مخاصمة القضاة والمحاكم غير محكمة النقض، قضايا التشكك في نزاهة الحكم، سحب الدعوى من محكمة لموجب الأمن العمومي، طلبات تسليم المجرمين للخارج.
| محكمة النقض                                        | محكمة النقض                    |
| العنوان                                            | الموقع الإلكتروني              |
| -------------------------------------------------- | ------------------------------ |
| شارع الرياض حي الرياض الرباط 33.9551792,-6.8798768 | http://www.courdecassation.ma/ |

## خطاطات

قسم قضاء القرب (المحكمة الإبتدائية)
المحاكم الابتدائية
محاكم الاستئناف
المحاكم لتجارية

المحكمة الادارية
محاكم الاستئناف التجارية
محكمة النقض